# Piotr Kauffman
Piotr Kauffman, (en russe Пётр Миха́йлович Ка́уфман), né le 7 juin 1857 (19 juin dans le calendrier grégorien) à Tbilissi et mort le 6 mars 1926 à Paris, est un homme politique russe, ministre de l'Instruction publique du 24 avril 1906 au 1er janvier 1908.